# ريتشارد إتش كارمايكل
ريتشارد إتش كارمايكل (بالإنجليزية: Richard H. Carmichael)‏ هو عسكري أمريكي، ولد في 11 أبريل 1913 في هيلزبورو في الولايات المتحدة، وتوفي في 14 أبريل 1983 في بيثيسدا في الولايات المتحدة.